# 杏花营街道
杏花营街道是中华人民共和国河南省開封市龙亭区下辖的一个街道办事处。

## 行政区划
杏花营街道下辖以下村级行政区划单位：
杏花营社区、邢堂社区、大胖社区、龙翔社区、安墩寺社区、高砦社区、枣林社区、新街社区、百合社区、李砦社区、刘满岗社区、榆园社区、贺砦社区。